# مجتمع محلي

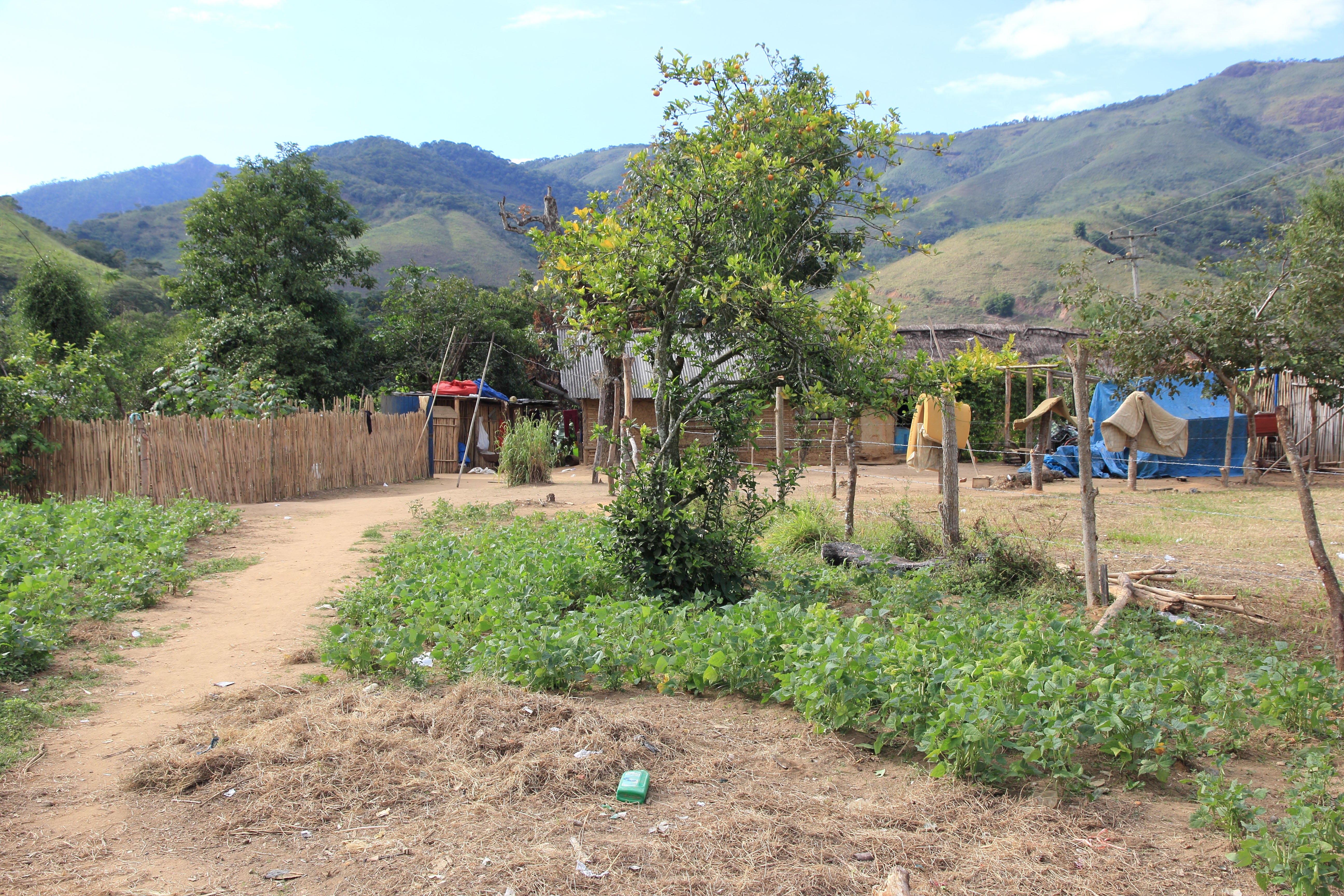

المجتمع المحلي (بالإنجليزية: Local Community)‏ يُشير مفهوم المجتمع المحلي، بشكل عام، إلى مجموعة من الناس يقيمون في منطقة جغرافية محددة، ويشتركون معاً في الأنشطة السياسية والاقتصادية والاجتماعية، ويكّونون فيما بينهم وحدة اجتماعية ذات حكم ذاتي، تسودها قيم عامة يشعرون بالانتماء إليها. ومن أمثلة المجتمع المحلي: المدينة، والمدينة الصغيرة، والقرية. وعلى الرغم من أن المجتمع المحلي يشكل وحدة جغرافية محلية، ويوفر لسكانه السلع والخدمات، فليس من الضروري أن يتحدد بحدود قانونية، كما هو الحال في المدينة؛ وليس بالضرورة، أيضاً، أن يمثل كياناً سياسياً مستقلاً. وقد يُستخدم مصطلح «المجتمع المحلي» مرادفاً لمصطلحات أخرى، مثل: المجتمع، والتنظيم الاجتماعي، والنسق الاجتماعي، إلا أن كثيراً من الدارسين يتفقون على أنه يشير إلى منطقة محلية محددة لها طابع خاص. أي أن المجتمع المحلي، كما يقول بارسونز، هو «تجمع الفاعلين في منطقة محددة بصورة تتيح ظهور الأنشطة اليومية المشتركة». ويتضمن هذا التعريف تفاعل الأفراد في إطار نظامي محلي معقد، يقدم خدمات أساسية للأفراد، مع الأخذ في الاعتبار أن المجتمع المحلي ليس وحدة مستقلة ذاتياً بالضرورة.
ويُشير مفهوم المجتمع المحلي إلى الجماعات الإنسانية، التي تُصنّف وفقاً لبُعد الإقامة في إقليم محدد والتشابه في اللون والسُنن وغيرها. وتكتسب هذه الأبعاد قيمتها من حيث ارتباطها بنسق التفاعل. ويحدد ليندبرج هذا النوع من المجتمعات على أساس أبعاد ثلاثة، هي: الزمان، والمكان، والتفاعل. هذا في الوقت الذي يشير فيه ماكيفر إلى أن المجتمع المحلي هو «منطقة تسود فيها حياة مشتركة ـ سواء كانت قرية أو مدينة صغيرة ـ بحيث تتميز هذه الحياة المشتركة بمجموعة خصائص تجعلها متميزة عن المناطق الأخرى». وعلى الرغم مما أُثير في هذه المسألة، إلا أن هذه العناصر عُدّت محكات أساسية لتحديد مفهوم المجتمع المحلي وانعكاساته الواقعية.
حاول لويس ويرث تعريف المجتمع المحلي بشكل أكثر تحديداً، وبأنه «يتميز بموقع جغرافي إقليمي يتوزع من خلاله الأفراد والجماعات والأنشطة، وبما يسوده من معيشة مشتركة تقوم على أساس الاعتماد المتبادل بين الأفراد».
وبوجه عام، حُظي التصور العام الذي قدمه آموس هاولي لتعريف المجتمع المحلي، بقدر كبير من القبول من جانب علماء الاجتماع. وفيه يؤكد أن «المجتمع أكثر من مجرد تنظيم لعلاقات التكافل بين الأفراد، وأن الحياة الجمعية تشتمل على قدر من التكامل النفسي والأخلاقي، إلى جانب التكامل التكافلي أو المعيشي، وأنه يتعين على الباحث أن ينظر إلى الجوانب النفسية والأخلاقية، على أنها مظاهر متكاملة، وليست مختلفة... خاصة وأن الأنشطة المعيشية وما يرتبط بها من علاقات تكافلية تتداخل وترتبط بمجموعة المشاعر والأحاسيس وأنساق القيم والمعايير الأخلاقية وغير ذلك من موجهات السلوك والتفاعل اليومي».

## خصائص المجتمع المحلي
وفقاً للتعريفات السابقة للمجتمع المحلي، يتضح أن هذا المفهوم يشتمل على مجموعة من الخصائص المميزة للمجتمع المحلي على النحو الآتي:

### الإقليم أو المكان المحدد
يتحدد المجتمع، بالضرورة، بموقع ومكان محددين، وتتعين حدود المجتمع المحلي أو تثبت من طريق ما تمارسه جموع السكان من نشاطات، ومن ثم يُشير المصطلح، عادة، إلى منطقة محددة ذات خصائص ـ طبيعية أو مصطنعة ـ فريدة ومتميزة، تتوافق، بالضرورة، مع ما يطوره المجتمع من نسق خاص للتنظيم الاجتماعي. وتتأكد أهمية خاصية الموقع (بالإنجليزية: Location)‏ بوصفها مقوماً أساسياً من مقومات المجتمع المحلي من نواحٍ عديدة؛ فمن ناحية، يعين الموقع أو المكان حدود كلٍ من التجمع البشري والنسق الاجتماعي، تلك الحدود التي تتمايز من خلالها المجتمعات المحلية. ومن ناحية ثانية، يُعد الموقع محل التوجيه الاجتماعي والنفسي، إذ ا تتحدد علاقات الأفراد وأصولهم –عادة- في ضوء المنطقة التي يشغلها المجتمع المحلي، سواء من طريق الموطن الأصلي أو محل الإقامة. ومن ناحية ثالثة، يلاحظ أن للموقع تأثيره الواضح على تنظيم النشاط الاجتماعي وما يرتبط به من عمليات اجتماعية، كالتعاون أو الاعتماد المتبادل. كما أن خصائص الموقع قد تفرض شكلاً معيناً من أشكال التوافق الاجتماعي، سواء بين الأفراد بعضهم ببعض أو بينهم وبين البيئة المحيطة. ومن هنا قد يكون من الصعب في كثير من الأحيان فهم طريقة الحياة في مجتمع ما وتفسيرها، دون الرجوع إلى خصائص المكان، بوصفه متغيراً أساسياً يميز المجتمعات المحلية عن بعضها.

### الاستقلال والاكتفاء الذاتي
يمثل المجتمع المحلي جماعة من الأفراد مكتفية بذاتها. ففي إطار المجتمع المحلي وحدوده يعتمد الأفراد على بعضهم للقيام بالوظائف الأساسية. كما ترتبط الأهداف الجمعية والنشاطات الفردية بتنوع واسع النطاق، من الاحتياجات والمصالح والاهتمامات التي لا يمكن لمؤسسة أو تنظيم بعينه مهما كبر أن يواجهها أو يشبعها. فالمجتمع المحلي ـ كما رأى روبرت ماكيفر ـ باستطاعته أن يستوعب حياة الفرد كلها داخله. ففي الوقت الذي لا يستطيع الفرد أن يقضي حياته داخل مصنع أو تنظيم، فإنه يستطيع أن يفعل ذلك في قبيلة من القبائل، أو في إحدى المدن. فكأن المعيار الأساسي للمجتمع المحلي، إذن، هو قدرته على أن يستوعب داخل حدوده كل حياة الفرد وعلاقاته الاجتماعية وأوجه نشاطه.

### الوعي الذاتي
تُعد خاصية الوعي الذاتي أو الوعي بالذات (بالإنجليزية: Self awareness)‏ من أهم الخصائص المميزة للمجتمع المحلي. وتتضمن هذه الخاصية الاعتراف المتبادل بين الأفراد، إلى جانب الشعور بالانتماء والتميز. يترجم هذا الوعي –عادة- في اتجاهات الأفراد، كالاعتزاز والمباهاة بالمجتمع المحلي والولاء له والدفاع عنه. كما أن المنافسة مع المجتمعات المحلية الأخرى والتدعيم المتحمس للمشروعات المحلية، تؤكد بدورها آليات (ميكانزمات) توحد الأفراد والجماعات بالمجتمع المحلي، الذي ينتميان إليه. وكثيراً ما تخلق مثل هذه الاتجاهات والآليات (الميكانزمات) النفسية والاجتماعية حواجز نفسية ذات أهمية قصوى بين المجتمعات المحلية المتجاورة، قد تفوق أحياناً ما للحدود أو الحواجز الطبيعية من دور في هذا السياق.

### القيم والمعايير المشتركة
من أهم ما يميز المجتمع المحلي عن أشكال التنظيم الاجتماعي الأخرى، هو ما يسوده من أنساق خاصة للقيم والمعايير؛ إذ عادة ما تُعاد صياغة الكثير من القيم المطلقة في الثقافة الكبرى، في ضوء الرموز والأحداث ذات الدلالة والمغزى ـ في السياق المجتمعي المحلي. كما أن ما يسود المجتمع المحلي من نسق قيمي خاص من شأنه أن يدعم الاتفاق والاتصال بين الأفراد بطريقة متميزة ومتكاملة، ويدعم -في الوقت نفسه- الشعور بالنحن والوعي بالذات بين أفراد المجتمع المحلي، إلى جانب إنماء الشعور بالتمايز عن كل ما هو خارج المجتمع.

### المجتمع المحلي كوحدة نفسية وثقافية
أوضح علماء الاجتماع أن المجتمع المحلي يمثل وحدة نفسية، يكتسب الأفراد ـ من خلال توحدهم بها ـ شعوراً بالأمن والانتماء والاستقرار النفسي. وقد تأكدت الفكرة نفسها لدى بعض علماء الاجتماع والأنثروبولوجيا، ممن تبنوا منظوراً ثقافياً بحتاً في تحليلهم للمجتمع المحلي؛ فذهبوا إلى أن توحد الأفراد بمجتمعاتهم المحلية ينجم أصلاً عن مشاركتهم في عدد من القيم والمعايير والأهداف المشتركة والمعتقدات... إلخ، ومن ثم يصبح المجتمع المحلي في نظرهم وحدة ثقافية في المقام الأول. إن الفكرة نفسها بمعناها النفسي والثقافي عبّر عنها ماكيفر وبيج، وتعني عندهما: «الوعي بالمشاركة في طريقة واحدة للحياة في أرض أو إقليم واحد مشترك».
وعلى هذا فالمجتمع المحلي هو وحدة نظامية يُشبع الأفراد من خلالها كل احتياجاتهم اليومية، داخل منطقة مكانية محددة. وبهذا الاستخدام السوسيولوجي والأنثروبولوجي، فإن مفهوم «المجتمع المحلي» يقابل مفهوم «المجتمع» أو «الرابطة». ولذلك، فالمجتمع المحلي يعني العلاقات الشخصية أو علاقات الوجه للوجه، في إطار شبكة علاقات اجتماعية محدودة النطاق (وذلك في مقابل العلاقات غير الشخصية أو التعاقدية، التي تميّز المجتمعات الصناعية والحضرية الحديثة).